# Frankliniella panamensis
Frankliniella panamensis är en insektsart som beskrevs av Ian A. Hood 1925. Frankliniella panamensis ingår i släktet Frankliniella och familjen smaltripsar. Inga underarter finns listade i Catalogue of Life.